# Вятрак (Вармінсько-Мазурське воєводство)
Вятрак (пол. Wiatrak, нім. Schreibershöfchen) — село в Польщі, у гміні Бартошиці Бартошицького повіту Вармінсько-Мазурського воєводства.
Населення — 68 осіб (2011).

## Демографія
Демографічна структура станом на 31 березня 2011 року:
|          | Загалом | Допрацездатний вік | Працездатний вік | Постпрацездатний вік |
| -------- | ------- | ------------------ | ---------------- | -------------------- |
| Чоловіки | 31      | 11                 | 20               | 0                    |
| Жінки    | 37      | 9                  | 21               | 7                    |
| Разом    | 68      | 20                 | 41               | 7                    |